# Idioma ojibwa
L'idioma ojibwa o anishinaabemowin és el segon idioma més parlat dels idiomes natius del Canadà (després del cree), i el tercer més parlat als Estats Units (després del navaho i el cree). El parlen els anishinaabe: un grup compost dels algonquins, els nipissings, els ojibwa, els saulteaux, els mississaugues, i els ottawes. Altres idiomes molt estretament relacionats, i freqüentment inclosos en aquest grup, són l'idioma anishininimowin i l'idioma potawatomi. A causa del seu paper de gran importància en el comerç de pell amb els francesos, l'idioma anishinaabe es va convertir en l'idioma de comerç a la regió al voltant dels Grans Llacs, i per centenars d'anys va tenir una presència molt important al nord dels EUA i al Canadà.

## Classificació
L'Anishinaabemowin, sovint anomenat idioma ojibwa, és una llengua algonquiana, de la família àlgica, i descendeix de la llengua proto-algonquiana. Les seves llengües germanes inclouen els idiomes peusnegres, cheyenne, cree, fox-sauk, menominee, potawatomi, i shawnee. La família àlgica consta de les llengües algonquianes i les llengües anomenades ritwan, wiyot i yurok.
Sovint el ojibwa es classifica com a llengua algonquina central; no obstant això l'algonquià central és un agrupament geogràfic més que un grup genètic. Entre les llengües algonquianes, solament les llengües algonquianes orientals consten un subgrup genètic veritable. Aquest article tracta sobretot del dialecte del ojibwe del sud-oest que es parla al nord dels EUA al voltant de Minnesota i Wisconsin. Per això, algunes de les descripcions que es donen aquí no seran necessàriament correctes per als altres dialectes de l'idioma ojibwa, tret que es doni un exemple específic.

## Distribució geogràfica
L'idioma ojibwa és parlat per aproximadament 10.000 persones en els Estats Units i fins a 45.000 al Canadà, la qual cosa significa que és una de les llengües àlgiques més grans, en quant al nombre de parlants. Els diferents dialectes es parlen en el nord de Montana, el nord de Dakota del Nord, el nord de Minnesota, el nord de Wisconsin, Míchigan, i a Indiana als EUA i al nord fins a l'est de la Columbia Britànica, el sud d'Alberta, el sud de Saskatchewan, el sud de Manitoba, Ontario, i el mitjà oest de Quebec a Canadà.

## Dialectes
Hi ha diversos dialectes del ojibwa força divergents. Els més importants són:
- Nipissing i algonquí (anicinàbemowin/omàmiwininimowin)
- Ojibwe de les planes (saulteaux/bungee) (anihšināpēmowin/nakawēmowin)
- Ojibwe oriental (mississaugues)
- Ojibwe septentrional (ojibwa del nord-oest/saulteaux d'Ontario)
- Odaawaa (ottawa) (nishnaabemwin/jibwemwin/daawaa)
- Ojibwe severn (oji-creu/ojibwe septentrional) (anishininiimowin), i
- Ojibwa del sud-oest (chippewa/chipeva) (anishinaabemowin/ojibwemowin).

Alguns diuen que el algonquí no és un dialecte del grup ojibwa, sinó una llengua diferent que està molt estretament relacionada amb el mateix, però uns altres diuen que sí és un dialecte del anishinaabemowin. Igualment, alguns diuen que el potawatomi és un dialecte del anishinaabemowin encara que uns altres diuen que és una llengua diferent.

## Fonologia
Les llengües del grup ojibwa en general tenen 18 consonants. Les Obstruents tenen un contrast que sovint s'anomena "lenis/fortis", en el que les obstruents escrites com a consonants sordes es pronuncien més fortes, més llargues de durada, i freqüentment amb aspiració o preaspiració, mentre que aquestes son escrites com a consonants sonores i es pronuncien menys fortes, i més curtes de durada. No obstant això, en moltes comunitats la distinció s'ha convertit en una de consonants sordes i sonores.
Hi ha tres vocals breus, //i a o//, i tres vocals llargues corresponents, //iː aː oː//, i a més una quarta vocal llarga que no té una vocal curta corresponent, /iː/. Les vocals breus també són diferents de les vocals llargues amb respecte a la qualitat, i fonèticament estan més prop de [ɪ], [ə]~[ʌ], i [o]~[ʊ]. Molts parlants pronuncien //oː// com [uː], i també molts pronuncien //eː// com [ɛː] A més, hi ha vocals nasals, però són bastant infreqüents.
Quant a l'accent, l'idioma ojibwa divideix les paraules en "peus metricals", i cada peu té una síl·laba "forta" i (si dura dues síl·labes) una síl·laba "feble." Totes les síl·labes fortes reben almenys estrès secundari. En general, la síl·laba forta que hi ha en el tercer peu des del final d'una paraula rep l'estrès principal. En molts dialectes, vocals que no tenen estrès sovint es perden, o canvien de qualitat.

## Gramàtica
Com a molts idiomes indígenes, l'idioma anishinaabe és polisintètic, la qual cosa significa que té molta síntesi i un gran quantitat de morfemes en una sola paraula. És una llengua aglutinant, així que construeix les seves paraules afegint morfema rere morfema, en comptes de tenir pocs afixos, cadascun dels quals porta molta informació.
Hi ha una distinció entre dos tipus de la tercera persona, el "proper" (la tercera persona d'una oració que se suposa que és la més important o enfocada), i l'obviatiu (la tercera persona que se suposa que és menys important o enfocada). El nom pot ser singular o plural, i hi ha dos gèneres, animat o inanimat. Existeixen diferents pronoms personals, però com en català, normalment es fa servir solament per a fer èmfasi. Els pronoms distingeixen entre la primera persona del plural inclusiva i exclusiva.
La categoria de paraules més complicada són els verbs. Els verbs es declinen pel seu ordre (l'indicatiu; el conjuntiu, similar al subjuntiu en català, i que solament s'usa en oracions subordinades; i l'imperatiu), per polaritat (negatiu o afirmatiu), i per la persona, nombre, animació, i estatus d'aproximació obviatiu tant del seu subjecte com del seu objecte, i també per alguns modes diferents (que inclouen el dubitatiu i el pretèrit) i els temps.

## Vocabulari
Encara que hi ha algunes paraules en l'idioma ojibwa que venen de l'anglès (gaapii, "cafè", de coffee; maam (aa), "mamà", de mom) i del francès (naapaane, "la farina", de la farine; ni-tii, "el te", de li thé), en general, la llengua és notable per la seva falta de paraules d'origen estranger. En el seu lloc, els parlants prefereixen crear paraules per a nous conceptes usant vocabulari que ja existeix. Per exemple, en ojibwemowin, "avió" és bemisemagak, literalment "cosa que vola" (de bimisemagad, "volar"), i "pila" és ishkode-makakoons, literalment "capseta de foc" (de ishkode, "foc", i makak, "caixa"). Fins i tot "cafè" és anomenada makade-mashkikiwaaboo ("medicina de líquid negre") per molts parlants, en comptes de gaapii.

## Escriptures
S'escriu ojibwemowin fent servir un sil·labari, que va ser inventat probablement pel missioner James Evans al voltant de 1840 i que ell va basar en la Taquigrafia Pitman. Als EUA la llengua normalment s'escriu fonèticament amb caràcters llatins. El sil·labari generalment es fa servir a Canadà. L'alfabet més nou que fa servir caràcters llatins és el "Sistema de Vocals Dobles" concebut per Charles Fiero. Tot i que encara no hi ha una ortografia estàndard, el Sistema de Vocals Dobles es torna més i més popular entre els educadors dels EUA i el Canadà, a causa del seu fàcil maneig.

### Sistema de vocals dobles
El sistema de vocals dobles consisteix en tres vocals breus, quatre vocals llargues, 18 consonants i una nasal, representades amb els següents caràcters:
a aa b ch d i g ' h i ii j k m n ny o oo p s sh t w i z zh

Aquest sistema es diu el sistema de "Vocals Dobles" perquè les vocals llargues que corresponen a les vocals breus <a>, <i> i <o> s'escriuen dobles: <aa>, <ii> i <oo>. En aquest sistema, s'escriu la nasal "ny" com "nh" si acaba la paraula. Els grups consonàntics permesos són <mb>, <nd>, <ng>, <n'>, <nj>, <nz>, <ns>, <nzh>, <sk>, <shp> i <shk>.

## Exemples
Aquest text en ojibwemowin es pren amb permís de les primeres quatre línies de Niizh Ikwewag, un conte explicat originalment per Earl Nyholm, a la pàgina web del professor Brian Donovan de la Universitat Estatal de Bemidji (Minnesota):

### Text
1. Aabiding gii-ayaawag niizh ikwewag: mindimooyenh, odaanisan bezhig.
2. Iwidi Chi-achaabaaning akeyaa gii-onjibaawag.
3. Inashke naa mewinzha gii-aawan, mii eta go imaa sa wiigiwaaming gaa-taawaad igo.
4. Mii dash iwapii, aabiding igo gii-awi-bagida'waawaad, giigoonyan wii-amwaawaad.

### Traducció
1. Una vegada, hi havia dues dones: una vella, i una de les seves filles.
2. Eren d'allà, cap a Inger. 47° 33′ 15″ N, 93° 59′ 07″ O / 47.55417°N,93.98528°O 47° 33′ 15″ N, 93° 59′ 07″ O / 47.55417°N,93.98528°O / 47° 33′ 15″ N, 93° 59′ 07″ O / 47.55417°N,93.98528°O, 47° 33′ 15″ N, 93° 59′ 07″ O / 47.55417°N,93.98528°O
3. Bé, veus, feia molt temps; elles solament vivien allà en un wigwam.
4. I llavors, allà en aquell temps, una vegada van pescar; pensaven menjar peix.

### Glossa
| Aabiding   | gii-ayaawag        | gii-ayaawag        | gii-ayaawag        | niizh | ikwewag: | ikwewag: | mindimooyenh, | odaanisan     | odaanisan     | odaanisan     | bezhig. |
| aabiding   | gii-               | ayaa               | -wag               | niizh | ikwe     | -wag     | mindimooyenh, | o-            | daanis        | -an           | bezhig. |
| una vegada | PAS-               | estar en un lloc   | -3Pl               | dues  | dona     | -Pl      | vella,        | 3SG.POS-      | filla         | -OBV          | una.    |
| Una vegada | estaven en un lloc | estaven en un lloc | estaven en un lloc | dos   | dones:   | dones:   | vella,        | la seva filla | la seva filla | la seva filla | una.    |

| Iwidi | Chi-achaabaaning                                  | Chi-achaabaaning                                  | Chi-achaabaaning                                  | akeyaa   | gii-onjibaawag. | gii-onjibaawag. | gii-onjibaawag. |
| iwidi | chi-                                              | achaabaan                                         | -ing                                              | akeyaa   | gii-            | onjibaa         | -wag.           |
| allà  | gran-                                             | corda d'arc                                       | -LOC.॥॥                                           | per allà | PAS-            | venir de        | -3Pl.           |
| Allà  | en Inger(lit: en [el Riu de la] Corda d'Arc Gran) | en Inger(lit: en [el Riu de la] Corda d'Arc Gran) | en Inger(lit: en [el Riu de la] Corda d'Arc Gran) | per allà | d'allà venien.  | d'allà venien.  | d'allà venien.  |

| Inashke | naa     | mewinzha      | gii-aawan, | gii-aawan, | mii eta go | mii eta go | mii eta go | imaa | sa   | wiigiwaaming | wiigiwaaming | gaa-taawaad    | gaa-taawaad    | gaa-taawaad    | igo.              |
| inashke | naa     | mewinzha      | gii-       | aawan      | mii        | eta        | go         | imaa | sa   | wiigiwaam    | -ing         | gaa-           | daa            | -waad          | igo.              |
| veus    | llavors | fa molt temps | PAS-       | haver-hi   | així       | solament   | ENF        | aquí | ENF  | wigwam       | -LOC.॥॥      | PAS. CONJ-     | viure          | -3Pl.CONJ      | ENF.              |
| Veus    | llavors | fa molt temps | era que,   | era que,   | solament   | solament   | solament   | aquí | així | en un wigwam | en un wigwam | que visquessin | que visquessin | que visquessin | per aquell temps. |

| Mii dash  | Mii dash  | iwapii,  | iwapii,  | aabiding   | igo            | gii-awi-bagida'waawaad,                | gii-awi-bagida'waawaad,                | gii-awi-bagida'waawaad,                | gii-awi-bagida'waawaad,                | giigoonyan     | giigoonyan     | wii-amwaawaad.                   | wii-amwaawaad.                   | wii-amwaawaad.                   |
| mii       | dash      | iw-      | -apii    | aabiding   | igo            | gii-                                   | awi-                                   | bagida'waa                             | -waad,                                 | giigoonh       | -yan           | wii-                             | amw                              | -aawaad.                         |
| és que    | CONTR     | això-    | -després | una vegada | ENF            | PAS-                                   | anar i-                                | pescar amb una xarxa                   | -3Pl.CONJ                              | peix           | -OBV           | DESD-                            | menjar                           | -3PL/OBV.CONJ                    |
| I llavors | I llavors | després, | després, | una vegada | aquell llavors | que anessin i pesquessin amb una xarxa | que anessin i pesquessin amb una xarxa | que anessin i pesquessin amb una xarxa | que anessin i pesquessin amb una xarxa | aquests peixos | aquests peixos | que elles vagin a menjar aquests | que elles vagin a menjar aquests | que elles vagin a menjar aquests |

Abreviatures:
| 3       | tercera persona       |
| SG      | singular              |
| Pl      | plural                |
| PAS     | passat                |
| POS     | possessiu             |
| OBV     | obviatiu              |
| locatiu |                       |
| ENF     | partícula emfàtica    |
| CONJ    | ordre conjuntiu       |
| CONTR   | partícula contrastiva |
| FUT     | futur                 |
| DESD    | desideratiu           |